# Partido Baaz Árabe Socialista (Siria)
El Partido Baaz Árabe Socialista - Rama Regional Siria (en árabe: حزب البعث العربي الاشتراكي - قطر سوريا‎, romanizado: Hizb Al-Ba'ath Al-Arabi Al-Ishtiraki - Qutr Suriya) fue una organización neo-baazista fundada el 7 de abril de 1947 por Michel Aflaq, Salah al-din al-Bitar y seguidores de Zaki al-Arsuzi. Primero fue la rama regional del Partido Baaz Árabe Socialista original (1947-1966) antes de cambiar su lealtad al movimiento Baaz dominado por Siria (1966-2024) después de la división de 1966 dentro del Partido Baaz original. El partido gobernó Siria ininterrumpidamente desde el golpe de Estado del 8 de marzo de 1963 hasta la caída de la dinastía Ásad el 8 de diciembre de 2024.

## Historia

### Origen

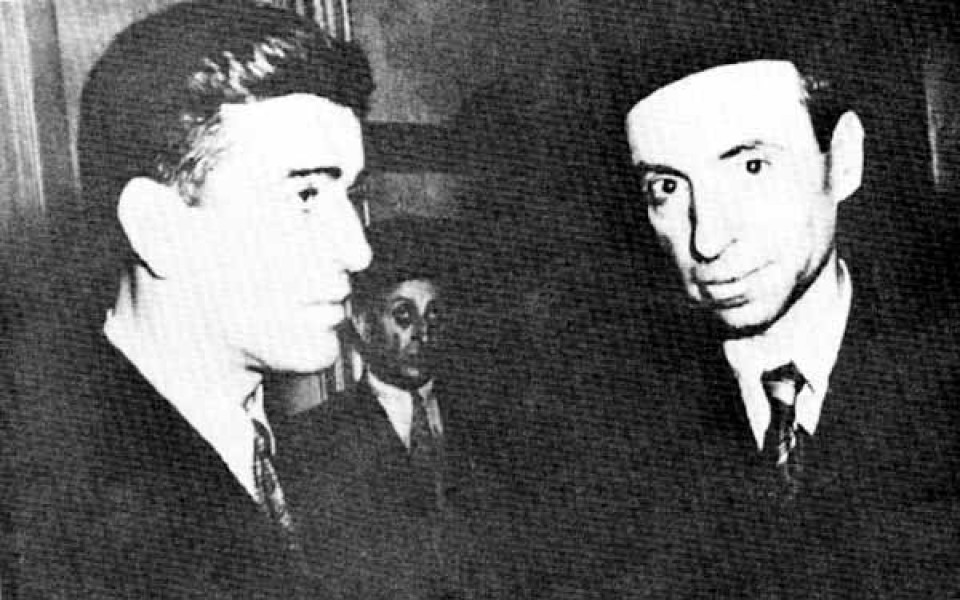
Akram al-Hawrani (Izquierda) con Michel Aflaq en 1957.

El Partido Baaz, indirectamente la Rama Regional Siria, fue establecido el 7 de abril de 1947 por Michel Aflaq (un cristiano ), Salah Al-Din Al-Bitar (un sunita) y Zaki al-Arsuzi (un alauita). Según el congreso, el partido era "nacionalista, populista, socialista y revolucionario" y creía en la "unidad y libertad de la nación árabe dentro de su patria". El partido se opuso a la teoría del conflicto de clases, pero apoyó la nacionalización de las principales industrias, la sindicalización de los trabajadores, la reforma agraria y el apoyo a la herencia privada y los derechos de propiedad privada hasta cierto punto. El partido se fusionó con el (PSA), dirigido por Akram al-Hawrani, para establecer el Partido Baaz en el Líbano después de la subida al poder de Adib Shishakli. La mayoría de los miembros del Partido Socialista Árabe (PSA) no se adhirieron a la fusión y se mantuvieron, según George Alan, "apasionadamente leales a la persona de Hawrani". La fusión fue débil y gran parte de la infraestructura original del PSA permaneció intacta. En 1955, el partido decidió apoyar a Nasser y lo que percibieron como sus políticas panárabes.
La política siria tomó un giro dramático en 1954 cuando el gobierno militar de Adib al-Shishakli fue derrocado y el sistema democrático restaurado. El Baaz, ahora una organización grande y popular, ganó 22 de los 142 escaños parlamentarios en las  elecciones sirias ese año, convirtiéndose en el segundo partido con más fuerza en el parlamento. El partido Baaz fue apoyado por la inteligencia debido a su postura pro-egipcia y antiimperialista y su apoyo a la reforma social.
El asesinato del coronel baazista Adnan al-Malki por un miembro del Partido Social Nacionalista Sirio (PSNS) en abril de 1955 permitió al partido Baaz y sus aliados lanzar una ofensiva, eliminando así un rival. En 1957, el Partido Baaz se asoció con el Partido Comunista Sirio (PCS) para debilitar el poder de los partidos conservadores de Siria. Para fines de ese año, el PCS debilitó al Partido Baaz hasta tal punto que en diciembre el partido Baaz redactó un proyecto de ley que pedía la unión con Egipto, una medida que fue muy popular. La unión entre Egipto y Siria siguió adelante y la República Árabe Unida (RAU) fue creada, y el Partido Baaz fue expulsado en la RAU debido a la hostilidad de Nasser hacia otras partes que no sean las suyas. La dirección Baaz disolvió el partido en 1958, apostando que la legalización contra ciertas partes perjudicaría al PCS más de lo que lo haría con el Baaz. Un golpe militar en Damasco en 1961 puso fin a la RAU. Dieciséis políticos prominentes, incluidos al-Hawrani y Salah al-Din al-Bitar que más tarde se retractó de su firma, firmó una declaración apoyando el golpe. Los baazistas ganaron varios asientos durante las elecciones parlamentarias de 1961.

### Golpe de Estado de 1963

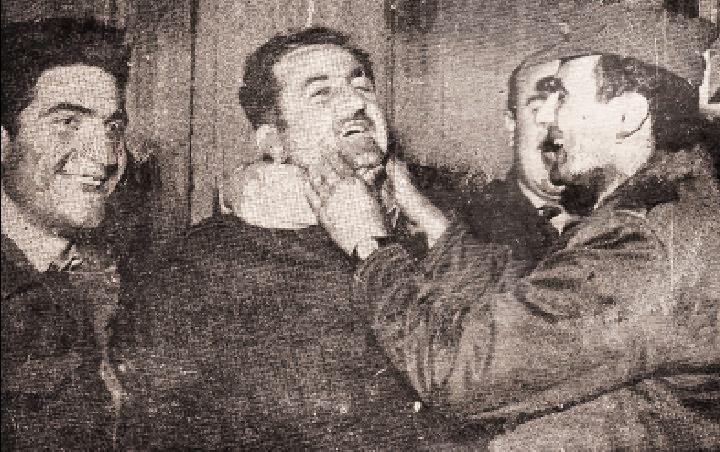
Miembros del comité militar Salim Hatum (izquierda), Muhammad Umran (centro) y Salah Jadid (derecha) celebrando después del golpe de Estado de 1963

El grupo militar que se preparaba para el derrocamiento del régimen separatista en febrero de 1963 estaba compuesto por un nasserista independiente y otro sindicalista, incluidos oficiales baazistas. El resurgimiento del Baaz fue una fuerza política mayoritaria ayudada en el golpe; sin una mayoría política, el golpe habría seguido siendo un golpe militar. Ziyad al-Hariri controlaba las considerables fuerzas estacionadas en el frente israelí, no lejos de Damasco, Muhammad as-Sufi comandaba las principales estaciones de brigada en Homs, y Ghassan Haddad, uno de los socios independientes de Hariri, comandaba las Fuerzas del Desierto. A principios de marzo se decidió que el golpe entraría en acción el 9 de marzo. Pero el 5 de marzo, varios de los oficiales querían retrasar el golpe con la esperanza de organizar un golpe de Estado incruento. Se suponía que los nasseristas estaban preparando un golpe de Estado propio que canceló efectivamente el retraso. El golpe de Estado comenzó en la noche y en la mañana del 8 de marzo fue evidente que había comenzado una nueva era política en Siria.

### Partido gobernante (1963-2024)

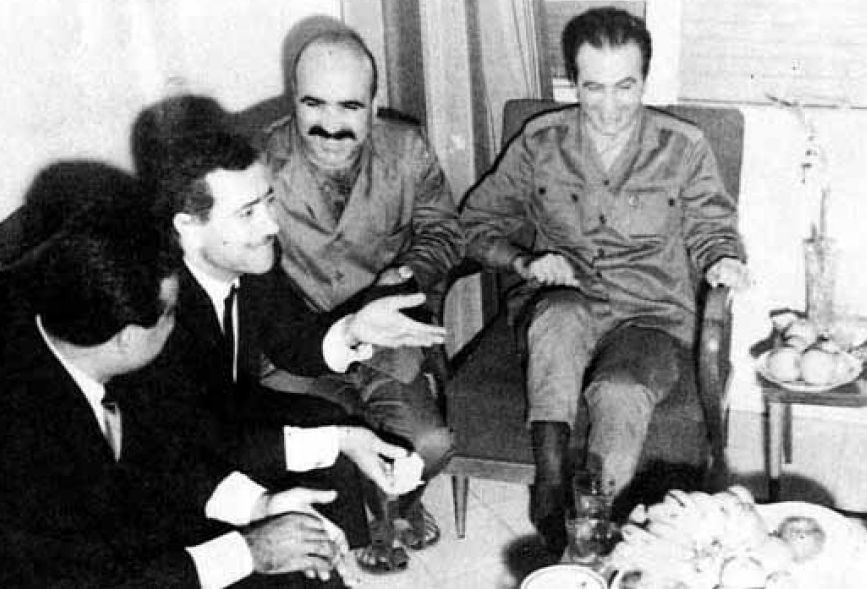
Fotografía de una reunión de altos líderes del Partido Baaz en 1969 / De izquierda a derecha: El ministro del Interior Mohammad Rabah al-Tawil, el jefe de Estado Mayor General Mustafa Tlass, Comandante del Frente del Golán Ahmad al-Meer, y el hombre fuerte sirio Salah Jadid

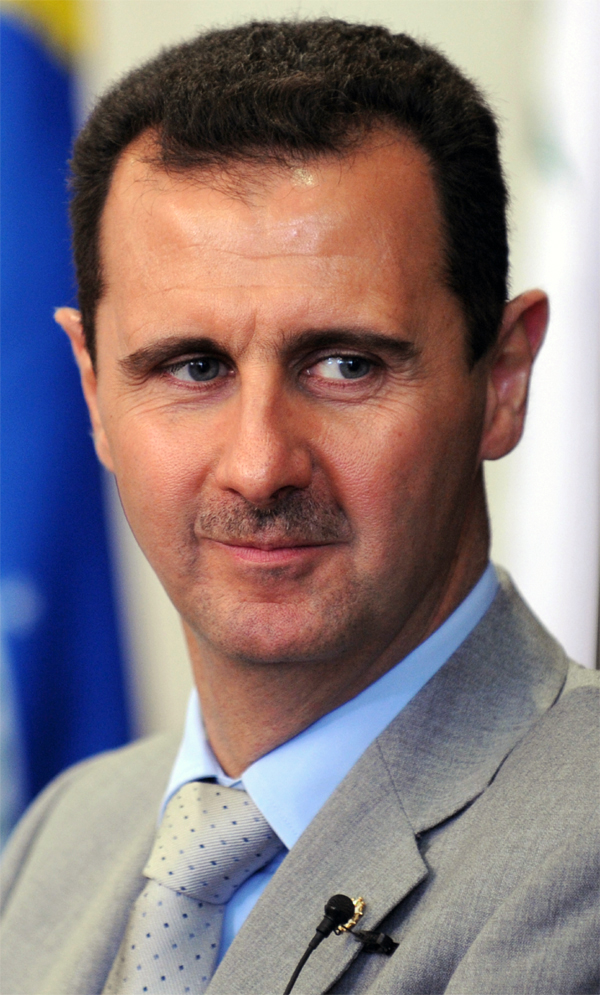
Bashar al-Ásad, el exsecretario regional de la Rama Regional Siria y expresidente del estado hasta 2024

La secesión de la RAU fue un momento de crisis para el partido; varios grupos, incluido Hawrani, abandonaron el partido Baaz. En 1962, Aflaq convocó un congreso que restableció la rama regional siria. La división en el Partido Baaz original entre el Comando Nacional dirigido por Michel Aflaq y los "regionalistas" en la Rama Regional Siria provino de la ruptura de la RAU. Aflaq había tratado de controlar los elementos regionalistas – una agrupación incoherente liderada por Fa'iz al-Jasim, Yusuf Zuayyin, Munir al-Abdallah e Ibrahim Makhus. Aflaq retuvo el apoyo de la mayoría de los miembros del Comando Nacional no sirio (13 en ese momento).
Tras el éxito del golpe de Estado de febrero de 1963 en Irak, liderado por el Partido Baaz Árabe Socialista - Región de Irak, el Comité Militar apresuradamente convocado para planear un golpe contra la presidencia de Nazim al-Kudsi El golpe – apodado la revoluciòn del 8 de marzo –  tuvo éxito y se instaló un gobierno baazista en Siria. El primer pedido de los conspiradores fue establecer el Consejo Nacional del Comando Revolucionario (CNCR), consistía enteramente de baazistas y nasseristas, y estaba controlado por personal militar en lugar de civiles. Sin embargo, en sus primeros años en el poder, la Rama Regional siria experimentó una lucha interna de poder entre los Baaz tradicionales, los socialistas radicales y los miembros del Comité Militar. El primer período de la regla Baaz se terminó con el golpe de Estado sirio de 1966, que derrocó a los Baazistas tradicionales liderados por Aflaq y Bitar y trajo a Salah Jadid, el jefe del Comité Militar , al poder (aunque no formalmente).
Después de la Guerra de los Seis Días en 1967, las tensiones entre Jadid y Hafez al-Assad aumentaron, y al-Assad y sus asociados se fortalecieron por su control sobre el ejército. A fines de 1968, comenzaron a desmantelar la red de apoyo de Jadid, enfrentando una resistencia ineficaz de la rama civil del partido que permaneció bajo el control de Jadid. Esta dualidad de poder persistió hasta el Movimiento Corrrectivo de siria de noviembre de 1970, cuando al-Assad derrocó y encarceló a Atassi y Jadid. Luego se embarcó en un proyecto de rápido desarrollo institucional, reabrió el parlamento y adoptó una constitución permanente para el país, que había sido gobernada por decreto militar y documentos constitucionales provisionales desde 1963. Assad continuó gobernando Siria hasta su muerte en el 2000, al centralizar los poderes en la  Presidencia del estado. El hijo de Hafez, Bashar al-Ásad lo sucedió en el cargo de Presidente de Siria y también como Secretario Regional de la Rama Regional Siria el 17 de junio y el 24 de junio respectivamente. Al principio, el gobierno de Bashar al-Ásad se encontró con grandes expectativas, con muchos comentaristas extranjeros creyendo que introduciría reformas que recuerden a las reformas económicas chinas o las de Mijaíl Gorbachov en la antigua Unión Soviética. Se creía que la regla de Bashar al-Ásad era estable hasta que la Primavera Árabe tuvo lugar; las revoluciones que ocurrieron en otras partes del mundo árabe sirvieron como inspiración para la oposición siria, lo que condujo a la guerra civil siria a partir de 2011 en adelante. Generalmente se cree que la Rama Regional Siria desempeña un papel menor en el conflicto, habiendo sido reducida a una organización de masas, y que la toma de decisiones real tiene lugar en el ejército, la familia de al-Assad o el círculo interno de Bashar al-Ásad. En el curso de la guerra civil siria, un referéndum constitucional sirio en 2012 se llevó a cabo el 26 de febrero de 2012. La Constitución fue aprobada por el pueblo y el artículo afirma que el Partido Baaz que fue "el partido líder de la sociedad y el estado" se eliminó y la constitución fue ratificada el 27 de febrero.

### Era post-Assad
Tras la caída del régimen de Assad, el Mando Central del Baaz publicó una declaración en el periódico del partido, Al-Baaz, en la que anunciaba la intención del partido de cooperar con el gobierno de transición sirio, dirigido actualmente por miembros de Hayat Tahrir al-Sham, para «defender la unidad del país, la tierra, el pueblo, las instituciones y las capacidades». También pedía reformas para instaurar el pluralismo político y la separación de poderes. Dos días después, el 11 de diciembre se distribuyó entre los miembros y se publicó en Al-Ba'ath una declaración interna en la que se anunciaba la suspensión de todas las actividades del partido «hasta nuevo aviso» y la entrega de todos los vehículos y armas pertenecientes al partido al Ministerio del Interior, así como de todos los fondos del partido al Ministerio de Finanzas, destinándose el producto de la propiedad al Banco Central de Siria para que lo gastara el gobierno de transición «conforme a la ley»; También se anunció que la Universidad Privada Al-Sham pasaría a estar bajo la supervisión del Ministerio de Educación Superior, mientras que todos los demás bienes del partido se transferirían al Ministerio de Justicia, incluida la antigua sede del partido, donde se convertiría en un centro de asentamiento para antiguos miembros del ejército y las fuerzas de seguridad que sirvieron bajo el régimen de Assad.
El 20 de enero de 2025, el edificio que albergaba la sede de una rama local del partido en Suwayda fue transferido a una rama local de la Universidad de Damasco por el gobierno de transición sirio. El 29 de enero de 2025, el partido fue disuelto formalmente por el recién declarado presidente del gobierno de transición sirio, Ahmed al-Charaa, junto con la Constitución de 2012, la Asamblea Popular, las Fuerzas Armadas Árabes Sirias y los servicios de seguridad afiliados al régimen depuesto.

## Organización

### Congreso Regional
Se supone que el Congreso Regional se celebrará cada cuatro años para elegir a los miembros del Comando Regional. Desde 1980, sus funciones han sido eclipsadas por el Comité Central, que fue facultado para elegir el Comando Regional. Para el Octavo Congreso Regional de 1985, el Secretario del Comando Regional estaba facultado para elegir al Comité Central. El Octavo Congreso Regional sería el último congreso bajo el gobierno de Háfez al-Ásad. El próximo Congreso Regional se celebró en junio del 2000 que eligió a Bashar al-Ásad como Secretario del Comando Regional y lo eligió como candidato para las próximas elecciones presidenciales.
Los delegados al Comando Regional son elegidos de antemano por el liderazgo del Comando Regional. Si bien todos los delegados provienen de la organización local del partido, se ven obligados a elegir a los miembros presentados por los líderes. Sin embargo, algunas críticas están permitidas. En el Octavo Congreso Regional, varios delegados criticaron abiertamente la creciente corrupción política y el estancamiento económico en Siria. También podrían discutir problemas importantes al Comando Regional, que a su vez podría tratar con ellos.
Congresos regionales antes de la disolución de la rama regional en 1958
- 1.er Congreso Regional (marzo de 1954)
- 2.º Congreso Regional (marzo de 1955)
- 3.er Congreso Regional (9-12 de julio de 1957)

Congresos Regionales celebrados después del restablecimiento de la Rama Regional
- 1.er Congreso Regional: 5 de septiembre de 1963
- 2.do Congreso Regional: 18 de marzo - 4 de abril de 1965
- 3.er Congreso Regional: septiembre de 1966
- 4 º Congreso Regional: 26 de septiembre de 1968
- 5 º Congreso Regional: 8-14 de mayo de 1971
- 6 º Congreso Regional: 5-15 de abril de 1975
- 7 º Congreso Regional: del 22 de diciembre al 7 de enero de 1980
- 8 º Congreso Regional: 5-20 de enero de 1985
- 9 º Congreso Regional: del 17 al 21 de junio de 2000
- 10.º Congreso Regional: 6-9 de junio de 2005

 Congresos Regionales Extraordinarios
- 1.er Congreso Regional Extraordinario: 1 de febrero de 1964
- 2.º Congreso Regional Extraordinario: 1 de agosto de 1965
- 3.er Congreso de la Emergencia Regional: 10-13 y 20-27 de marzo de 1966
- 4º Congreso de la Emergencia Regional: septiembre de 1967
- 5º Congreso Regional de Emergencia: 21-31 de marzo de 1969
- 6º  Congreso Regional de la Emergencia: junio de 1974

### Comando Regional
El término Comando Regional (en árabe: Al-Qiyada Al-Qutriyya‎) proviene de la ideología Baazista, donde la región significa literalmente un estado árabe.De acuerdo con la Constitución de Siria, el Comando Regional tiene el poder de nominar a un candidato a presidente. Si bien la constitución no establece que el Secretario del Comando Regional es el presidente de Siria, la carta del Frente Nacional Progresista (FNP), de los cuales el Partido Baaz es miembro, declara que el presidente y el Secretario del Comando Regional es el presidente del FNP, pero esto no se menciona en ningún documento legal. El 1.er Congreso Regional Extraordinario celebrado en 1964 decidió que el Secretario del Comando Regional también sería el jefe de Estado.
El Comando Regional es oficialmente responsable ante el Congreso Regional. Se supone que el Comando Regional está subordinado al Comando Nacional, y los medios oficiales lo retratan como tal para enfatizar el compromiso del gobierno con la ideología Baazista. Desde el ascenso de al-Assad al poder, el Comando Nacional ha estado subordinado al Comando Regional. Antes del cisma entre el Comité Militar dirigido por Salah Jadid y los aflaqíes, y el subsiguiente Golpe de Estado de 1966 en Siria, el Comando Nacional era el principal órgano del partido. El Comando Regional es hoy la institución post poderosa en Siria.

### Comité Central
El comité central (en árabe: Al-Lajna Al-Markaziyya‎), establecido en enero de 1980, está subordinado al Comando Regional. Fue establecido como un conducto para la comunicación entre la dirección del Partido Ba'ath y los órganos locales del partido. En el Octavo Congreso Regional celebrado en 1985, el tamaño de la membresía aumentó de 75 a 95. Otros cambios fueron que se potenciaron sus poderes; En teoría, el Comando Regional se hizo responsable ante el Comité Central, el problema fue que el Secretario Regional del Comando eligió a los miembros del Comité Central. Otro cambio fue que el Comité Central recibió las responsabilidades del Congreso Regional cuando el congreso no estaba en sesión. Al igual que con el Comando Regional, se supone que el Comité Central debe ser elegido cada cuatro años por el Congreso Regional, pero desde 1985 hasta la muerte de Háfez al-Ásad en el 2000, no se llevó a cabo ningún Congreso Regional.

### Buró Militar
El Buró Militar, que sucedió al Comité Militar, supervisa a las Fuerzas Armadas Árabes Sirias. Poco después de la Revolución del 8 de marzo, el Comité Militar se convirtió en la autoridad suprema en asuntos militares. El partido tiene una estructura paralela dentro las fuerzas armadas sirias. Los sectores militares y civiles solo se reúnen a nivel regional, ya que el sector militar está representado en el Comando Regional y envía delegados a los congresos regionales. El sector militar se divide en ramas, que operan a nivel de batallón. El jefe de una rama del partido militar se llama ''taujihi'', o guía.
En 1963, el Comité Militar estableció la Organización Militar, que consistía en 12 ramas que se asemejaban a sus contrapartes civiles. La Organización Militar estaba dirigida por un Comité Central, que representaba al Comité Militar. Estas nuevas instituciones se establecieron para evitar que la facción civil se entrometiera en los asuntos del Comité Militar. La Organización Militar se reunió con las otras ramas a través del Comité Militar, que estuvo representado en los Congresos y Comandos Regionales y Nacionales. La Organización Militar era un cuerpo muy reservado. Los miembros juraron no divulgar ninguna información sobre la organización a los oficiales que no eran miembros a fin de fortalecer el control del ejército sobre el mismo ejército. En junio de 1964, se decidió que no se admitirían nuevos miembros en la organización. El Comité Militar se construyó sobre un marco democrático, y se celebró un Congreso de la Organización Militar para elegir a los miembros del Comité Militar. Solo se celebró un congreso.
La falta de un marco democrático condujo a divisiones internas dentro de la Organización Militar entre las bases. La tensión dentro de la organización aumentó, y se hizo evidente cuando Muhammad Umran fue despedido del Comité Militar. Algunos miembros de la base presentaron una petición al Congreso Regional que pedía la democratización de la Organización Militar. El Comando Nacional, representado por Munif al-Razzaz, no se dio cuenta de la importancia de esta petición antes de que Salah Jadid la reprimiera. El Comité Militar decidió reformar, y el Congreso Regional aprobó una resolución que responsabilizaba a la Organización Militar ante el Buró Militar del Comando Regional, que era el único responsable de los asuntos militares.

#### Escuela Central del Partido
Ali Diab es el actual jefe de la Escuela Central del Partido Baaz.

### Organizaciones de nivel inferior
El partido tiene 19 sucursales en Siria: una en cada una de las trece provincias, una en Damasco, una en Alepo y una en cada una de las cuatro universidades del país. En la mayoría de los casos, el gobernador de una provincia, el jefe de policía, el alcalde y otros dignatarios locales forman el comando de la filial. El Secretario del Comando de Sucursal y otros cargos ejecutivos son ocupados por empleados del partido de tiempo completo.

### Miembros
Michel Aflaq y Salah al-Din al-Bitar, Los dos principales padres del pensamiento Baazista vieron al Partido Baaz como un Partido vanguardista, comparable al Partido Comunista de la Unión Soviética, mientras que Al-Assad lo vio como una organización de masas. En 1970 declaró: "Después de este día, el Partido Baaz no será el partido de los elegidos, como algunos han previsto;...Siria no pertenece solo a los Baazistas".
Desde 1970, la membresía del Partido Baaz en Siria se expandió dramáticamente. En 1971, el partido tenía 65,938 miembros; diez años más tarde se situó en 374,332 y para mediados de 1992 fue de 1,008,243. A mediados de 1992, más del 14 por ciento de los sirios mayores de 14 años eran miembros del partido. En 2003, la membresía del partido se situó en 1,8 millones de personas, que es el 18 por ciento de la población. El aumento de la membresía no fue fácil. En 1985, un informe de la organización del partido declaró que miles de miembros habían sido expulsados antes del Séptimo Congreso Regional celebrado en 1980 debido a la indisciplina. El informe también menciona la tendencia creciente del oportunismo entre los miembros del partido. Entre 1980 y 1984, 133.850 miembros simpatizantes y 3.242 miembros de pleno derecho fueron expulsados del partido.
El aumento en los miembros ha llevado a la propaganda oficial, y a los principales miembros del partido y del estado, a decir que las personas y el partido son inseparables. Michel Kilo, un disidente sirio, dijo: "El Baaz no reconoce a la sociedad. Se considera a sí mismo como la sociedad". Esta idea llevó a los lemas y principios Baazistas a ser incluidos en la constitución siria. En 1979, la posición del Partido Baaz se fortaleció aún más cuando la membresía de partido doble se convirtió en una ofensa criminal.

## Estado
Según Subhi Hadidi, un disidente sirio, "El Baaz está en completo desorden;...  Es como un cadáver. Ya no es un partido en el sentido normal de la palabra" Hanna Batatu escribió: "Bajo Assad, el carácter del Baaz cambió;... Independientemente de la independencia de opinión que sus miembros disfrutaban en el pasado, ahora se restringía, se hacía hincapié en la conformidad y la disciplina interna. el partido se convirtió en efecto en otro instrumento por el cual el régimen buscaba controlar a la comunidad en general o apoyarla en sus políticas. Los cuadros del partido se convirtieron cada vez más en burócratas y arribistas, y ya no vivían vibrantemente e ideológicamente como en los años 1950 y 1960, la fidelidad incondicional a que Assad finalmente haya anulado la fidelidad a las viejas creencias".
Se rumorea que Háfez al-Ásad discutió las posibilidades de abolir el Partido Baaz cuando tomó el poder en 1970. Según Volker Perthes, el Partido Baaz se transformó bajo Assad; Perthes escribió: "Se infló aún más como para neutralizar a los que habían apoyado al derrocado liderazgo izquierdista, se desideologizó y se reestructuró para encajar en el formato autoritario del sistema de Assad, perder su carácter vanguardista y se convirtió en un instrumento para generar apoyo masivo y control político, y también para convertirse en la principal red de mecenazgo del régimen".
El Partido Baaz se convirtió en una red de mecenazgo estrechamente entrelazada con la burocracia, y pronto se volvió prácticamente indistinguible del estado, mientras que las reglas de membresía se liberalizaron. En 1987, el partido tenía 50,000 miembros en Siria, con otros 200,000 candidatos en libertad condicional. El partido perdió su independencia del estado y se convirtió en una herramienta del gobierno de Assad, que se mantuvo esencialmente basada en las fuerzas de seguridad. A otras partes que aceptaron la orientación básica del gobierno se les permitió operar nuevamente. El Frente Nacional Progresista se estableció en 1972 como una coalición de estos partidos legales, a los que solo se les permitió actuar como socios menores del Baaz, con muy poco margen para la organización independiente.

## Himno
| Árabe | Romanización | Traducción al español |
| --- | --- | --- |
| يا شباب العرب هيا وانطلق يا موكبي وارفع الصوت قوياً عاش بعث العـرب يا شباب العرب هيا وانطلق يا موكبي وارفع الصوت قوياً عاش بعث العـرب نحن فلاح وعامل وشباب لا يلين نحن جندي مقاتل نحن صوت الكادحين من جذور الأرض جئنا من صميم الألم بالضحايا ما بخلنا بالعطاء الأكرم يا شباب العرب هيا وانطلق يا موكبي وارفع الصوت قوياً عاش بعث العـرب خندق الثوار واحد أو يقال الظلم زال صامد يا بعـث صامد أنت في ساح النضال وحد الأحـرار هيا وحد الشعب العظـيم وامض يا بعث قوياً للغد الحر الكريم يا شباب العرب هيا وانطلق يا موكبي وارفع الصوت قوياً عاش بعث العـرب | ya šabāba-l'arbi hayyā wanṭaliq yā mawkibī warfa'i-ṣṣawta qawiyān 'aša Ba'athu-l'arabi ya šabāba-l'arbi hayyā wanṭaliq yā mawkibī warfa'i-ṣṣawta qawiyān 'aša Ba'athu-l'arabi naḥnu fallaḥu wa'āmil washabābu-lla yalīn naḥnu jundi yun muqātil naḥnu sawtu-lkādaḥin min juðūri-l'Arḍi ji.nā min samimi-l-alami bī-ḍḍaḥāyā mā bakhilnā bi-l'aṭā il'akrami ya šabāba-l'arbi hayyā wanṭaliq yā mawkibī warfa'i-ṣṣawta qawiyān 'aša Ba'athu-l'arabi khandaqu-ththuwwāri wāḥid .aw yuqāla-ẓẓulmu zāl ṣāmidun ya Ba'athu ṣāmid .anta fī sāḥi-nniḍāl waḥidi-l.aḥrara hayyā waḥidi-shsha'aba-l'aẓīm :wāmḍi yā Ba'athu qawiyyān lilġadi-lḥurri-lkarīm ya šabāba-l'arbi hayyā wanṭaliq yā mawkibī warfa'i-ṣṣawta qawiyān 'aša Ba'athu-l'arabi | Juventud árabe, levanta y marcha para luchar contra tus enemigos, Alza tu voz: "¡Larga vida al Baaz árabe!" Juventud árabe, levanta y marcha para luchar contra tus enemigos, Alza tu voz: "¡Larga vida al Baaz árabe!" Somos campesinos, trabajadores y jóvenes persistentes, Somos soldados, somos la voz de los trabajadores, Venimos de las raíces de esta tierra y el dolor de los corazones, No estábamos en dar el sacrificio noblemente. Juventud árabe, levanta y marcha para luchar contra tus enemigos, Alza tu voz: "¡Larga vida al Baaz árabe!" Todos los revolucionarios en las trincheras, todavía hay injusticia, El Baaz nunca se rendirá y dejará de luchar. Ir a Baaz. Unir a todos los revolucionarios, unir a todas las grandes personas, Ve fuerte por el mañana en libertad y dignidad. Juventud árabe, levanta y marcha para luchar contra tus enemigos, Alza tu voz: "¡Larga vida al Baaz árabe!" |

## Resultados de las elecciones

### Presidenciales
| Elección | Candidato      | Votos      | %      | Resultado |
| -------- | -------------- | ---------- | ------ | --------- |
| 1971     | Háfez al-Ásad  | 1,919,609  | 99.2%  | Electo    |
| 1978     | Háfez al-Ásad  | 3,975,729  | 99.9%  | Electo    |
| 1985     | Háfez al-Ásad  | 6,200,428  | 100%   | Electo    |
| 1991     | Háfez al-Ásad  | 6,726,843  | 99.99% | Electo    |
| 1999     | Háfez al-Ásad  | 8,960,011  | 100%   | Electo    |
| 2000     | Bashar al-Ásad | 8,689,871  | 99.7%  | Electo    |
| 2007     | Bashar al-Ásad | 11,199,445 | 99.82% | Electo    |
| 2014     | Bashar al-Ásad | 10,319,723 | 88.7%  | Electo    |
| 2021     | Bashar al-Ásad | 13,540,860 | 95.1%  | Electo    |

### Parlamentarias
| Año electoral | Escaños | ±           |
| ------------- | ------- | ----------- |
| 1949          | 1/114   | 1           |
| 1953          | 0/82    | 1           |
| 1954          | 22/140  | 22          |
| 1961          | 20/140  | 2           |
| 1973          | 122/250 | 102         |
| 1977          | 125/250 | 3           |
| 1981          | 127/250 | 2           |
| 1986          | 130/250 | 3           |
| 1990          | 134/250 | 4           |
| 1994          | 135/250 | 1           |
| 1998          | 135/250 | Sin cambios |
| 2003          | 167/250 | 32          |
| 2007          | 169/250 | 2           |
| 2012          | 168/250 | 1           |
| 2016          | 172/250 | 4           |
| 2021          | 167/250 | 5           |